# Indigofera malacostachys
Indigofera malacostachys är en ärtväxtart som beskrevs av William Henry Harvey. Indigofera malacostachys ingår i släktet indigosläktet, och familjen ärtväxter. Inga underarter finns listade i Catalogue of Life.